# Brunhoso
Brunhoso é uma povoação portuguesa sede da Freguesia de Brunhoso do Município de Mogadouro, freguesia com 20,76 km² de área e 212 habitantes (censo de 2021), tendo, por isso, uma densidade populacional de 10,2 hab./km².

## Demografia
A população registada nos censos foi:
| Ano  | 0-14 Anos | 15-24 Anos | 25-64 Anos | > 65 Anos |
| 2001 | 46        | 45         | 112        | 74        |
| 2011 | 30        | 20         | 117        | 49        |
| 2021 | 17        | 17         | 106        | 72        |